# Прадивизи (Венеција)
Прадивизи је насеље у Италији у округу Венеција, региону Венето.
Према процени из 2011. у насељу је живело 219 становника. Насеље се налази на надморској висини од -3 м.